# Список послов России в Ганновере
В статье представлен список послов России в Ганновере.

## Хронология дипломатических отношений
- 17?? г. — установлены дипломатические отношения.
- 1711 г. — открытие российской миссии в Ганновере.
- 1717 г. — закрытие миссии.
- 30 ноября 1781 г. — российский посланник в Нижнесаксонском округе аккредитован в Ганновере.
- 1817—1847 гг. — дипломатические отношения со стороны России осуществлялись через миссию в Дрездене.
- 1847 гг. — открытие российской миссии в Ганновере.
- 20 сентября 1866 г. — Ганновер присоединён к Пруссии.

## Список послов
| Срок полномочий                  | Посол                       | Годы жизни | Комментарии               |
| -------------------------------- | --------------------------- | ---------- | ------------------------- |
| Ноябрь 1709 — октябрь 1710       | Борис Иванович Куракин      | 1676—1727  | С дипломатической миссией |
| Май 1711 — 9 августа 1717        | Ганс Христофор Шлейниц      | 1661—1744  | Посланник                 |
| 30 ноября 1781 — 2 сентября 1793 | Фёдор Иванович Гросс        | 1729—1793  | Посланник                 |
| 31 декабря 1800 — 1803           | Андрей Андреевич Форсман    |            | Поверенный в делах        |
| 13 октября 1803 — 11 ноября 1807 | Максим Максимович Алопеус   | 1748—1822  | Посланник                 |
| 27 апреля 1815 — 12 апреля 1829  | Василий Васильевич Ханыков  | 1759—1829  | Посланник                 |
| 9 мая 1829 — 2 апреля 1847       | Андрей Андреевич Шредер     | 1780—1858  | Посланник                 |
| 2 апреля 1847 — 3 января 1852    | Александр Павлович Мансуров | 1788—1880  | Посланник                 |
| 3 января 1852 — 5 июня 1855      | Андрей Фёдорович Будберг    | 1817—1881  | Посланник                 |
| 8 июня 1855 — 5 января 1857      | Феликс Петрович Фонтон      | 1801—?     | Посланник                 |
| 9 января 1857 — 10 сентября 1866 | Иван Эммануилович Персиани  | 1790—1888  | Посланник                 |